# Laboratorio de Radio de Nizhni Nóvgorod

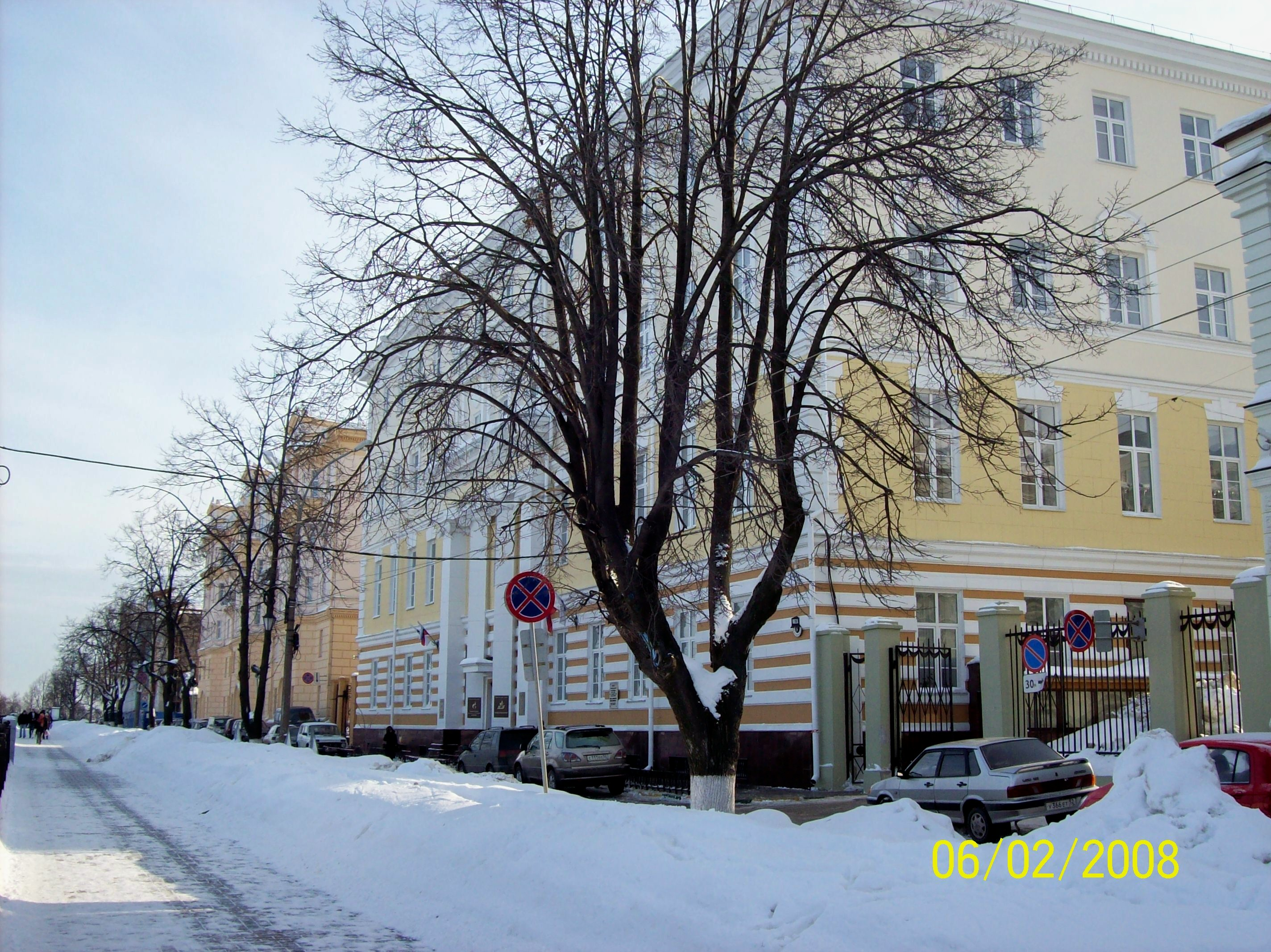
Edificio del Radiolaboratorio de Nizhni Nóvgorod

Laboratorio de Radio de Nizhni Nóvgorod (en ruso: Нижегородская радиолаборатория, НРЛ) fue el primer laboratorio científico soviético que operó en el área de la radio electrónica. Estaba ubicado en 1918 en Nizhni Nóvgorod. En 1928 el laboratorio fue reorganizado y trasladado al Laboratorio Central de Radio en Leningrado.